# Schneider Grunau Baby
|}
Schneider Grunau Baby (đặt tên theo địa danh đặt nhà máy của hãng Schneider – hiện nay là Jeżów Sudecki ở Ba Lan) là một loại tàu lượn một chỗ chế tạo đầu tiên ở Đức vào năm 1931. Có khoảng 6000 chiếc được chế tạo ở 20 quốc gia.

## Biến thể
ESG 31
Baby
Baby II
Baby IIa
Baby IIb
Baby III
Alcatraz
Nord 1300
Elliotts Baby EoN
Slingsby T5
Baby 3
Baby 4
AB Flygplan Se-102
Hawkridge Grunau Baby

## Tính năng kỹ chiến thuật (Baby IIb)
Đặc điểm tổng quát
- Kíp lái: 1
- Chiều dài: 6.10 m (20 ft 0 in)
- Sải cánh: 13.56 m (44 ft 6 in)
- Diện tích cánh: 14.2 m2 (153 ft2)
- Tỉ số mặt cắt: 13
- Trọng lượng rỗng: 170 kg (375 lb)
- Trọng lượng có tải: 250 kg (550 lb)

Hiệu suất bay
- Vận tốc cực đại: 150 km/h (93 mph)
- Hệ số bay lướt dài cực đại: 17
- Vận tốc xuống: 0.91 m/s (180 ft/phút)